# UFC 279
UFC 279: Diaz vs. Ferguson fue un evento de artes marciales mixtas producido por Ultimate Fighting Championship que tuvo lugar el 10 de septiembre de 2022 en el T-Mobile Arena en Paradise, Nevada, parte del área metropolitana de Las Vegas, Estados Unidos.

## Antecedentes
La promoción originalmente apuntaba a un combate por el Campeonato de Peso Gallo de la UFC entre el actual campeón Aljamain Sterling y el ex bicampeón T.J. Dillashaw como evento principal, pero optó por cambiar los planes y trasladarlo a UFC 280.
En un principio se esperaba un combate de peso wélter entre Khamzat Chimaev y Nate Diaz para encabezar el evento. Sin embargo, en el pesaje, Chimaev pesó 178.5 libras, 7.5 libras por encima del límite de peso wélter, y el combate fue cancelado. Como resultado, la organización optó por barajar un trío de combates. Un nuevo evento principal con Diaz contra Tony Ferguson, que originalmente estaba programado para enfrentarse a Li Jingliang en un combate de peso wélter, se estableció entonces. Además, Chimaev fue emparejado con Kevin Holland, que originalmente iba a enfrentarse a Daniel Rodriguez, en un combate a cinco asaltos con un peso de 180 libras. Finalmente, Rodriguez y Jingliang fueron emparejados en un peso de 180 libras.
Un trío de combates estaba originalmente programado para esta fecha, pero finalmente fueron retrasados una semana a UFC Fight Night: Sandhagen vs. Song cuando la promoción ajustó su calendario en junio: combates de peso ligero con Trey Ogden vs. Daniel Zellhuber y Nikolas Motta vs. Cameron VanCamp; así como un combate de peso wélter entre Louis Cosce y Trevin Giles.
Se esperaba un combate de peso paja femenino entre Hannah Cifers y Melissa Martínez en el evento. Sin embargo, Cifers se retiró por razones no reveladas y fue sustituida por Elise Reed.
Se esperaba un combate de peso medio entre Jamie Pickett y Denis Tiuliulin en UFC on ESPN: dos Anjos vs. Fiziev, pero se trasladó a esta cartelera debido a que Tiuliulin sufrió una lesión durante la semana del combate.
Se esperaba un combate de peso pesado entre Shamil Abdurakhimov y Jailton Almeida en el evento. Sin embargo, Abdurakhimov se vio obligado a retirarse por problemas de visa y fue sustituido por Anton Turkalj en un peso de 220 libras.
La organización suele celebrar una conferencia de prensa previa al combate dos días antes de los eventos numerados, pero la de esta edición se canceló a mitad de sección. Se esperaba que todos los luchadores de los tres últimos combates del evento participaran, sin embargo, tras un largo retraso, el presidente de la UFC Dana White apareció sólo con Holland y Rodriguez. Anunció que los luchadores se presentarían por parejas, pero canceló la rueda de prensa después de su participación por "la seguridad de todos". Más tarde reveló que se produjo un altercado entre cuatro luchadores y sus equipos en el backstage. Se inició con Chimaev y Holland, y Diaz acabó involucrándose.
Además de Chimaev, el peso pluma Hakeem Dawodu y el peso pesado Chris Barnett tampoco dieron el peso. Dawodu pesó 149.5 libras, 3.5 libras por encima del límite de peso pluma sin título, mientras que Barnett pesó 267.5 libras, 1.5 libras por encima del límite de peso pesado sin título. Ambos combates se celebrarán en el peso acordado, y Dawodu y Barnett serán multados con el 30% y el 20% de sus bolsas, que irán a parar a sus oponentes Julian Erosa y Jake Collier respectivamente. Un combate de peso gallo femenino entre Irene Aldana y Macy Chiasson también fue cambiado a un combate de peso acordado de 140 libras, pero no se debió a una falta de peso.

## Resultados
1. ↑  A Tiuliulin se le descontó 1 punto en el segundo asalto debido a un golpe en la ingle.

## Premios de bonificación
Los siguientes luchadores recibieron bonificaciones de $50000 dólares.
- Pelea de la Noche: No se concedió ninguna bonificación.
- Actuación de la Noche: Nate Diaz, Irene Aldana, Johnny Walker y Jailton Almeida